# سير العليا (سهند أباد)
سیر العلیا (بالفارسية: سیر علیا) هي منطقة سكنية تقع في إيران في قسم سهند أباد الريفي. يقدر عدد سكانها بـ 196 نسمة .